# Niezachłanni

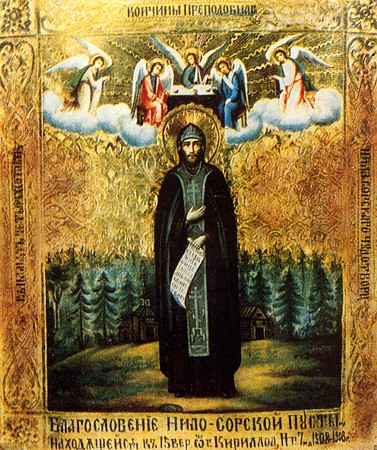
Nił Sorski

Niezachłanni (oryg. cs. niestiażatieli) – określenie grupy mnichów Rosyjskiego Kościoła Prawosławnego działającej w XV i XVI w., opowiadającej się za pełną niezależnością państwa i Kościoła oraz za wyrzeczeniem się przez Kościół ziemskiego majątku. Przywódcami niezachłannych byli Nił Sorski i Wassian Patrikiejew. Idee niezachłannych podzielał i gorąco ich bronił Maksym Grek.

## Charakterystyka poglądów
Niezachłanni opowiadali się przeciwko gromadzeniu przez Rosyjski Kościół Prawosławny majątków ziemskich, w szczególności przeciwko ich posiadaniu przez monastery. Twierdzili, że obowiązkiem mnicha jest życie w ubóstwie i utrzymywanie się z własnej pracy. Bogactwo - w ocenie przywódcy niezachłannych, Niła Sorskiego - nieuchronnie demoralizowało mnichów. Mnisi - według niezachłannych - powinni dążyć do moralnej doskonałości i wewnętrznego doskonalenia, które mieli osiągać poprzez kontemplację. Za jedyne źródło dogmatów i prawd wiary uważali oni Pismo Święte, obniżając znaczenie Tradycji – dopuszczali dyskusję ze zwyczajami cerkiewnymi, a także ich zmianę. Sprzeciwiali się przy tym surowemu traktowaniu heretyków, twierdząc, że w stosunku do nich powinna być stosowana jedynie perswazja.
Niezachłanni sprzeciwiali się wszelkiej interwencji państwa w sprawy Kościoła.
W poglądach niezachłannych niekiedy przejawiały się elementy wolnomyślicielstwa. Przykładowo sceptycznie odnosili się oni do pełnych przepychu obrządków kościelnych, powątpiewali w cuda świętych, żądali krytycznego traktowania ksiąg świętych, występowali przeciw kaźniom heretyków oraz potępiali najbardziej odrażające strony życia klasztornego.

## Rywalizacja z „zachłannymi”
Niezachłanni wywodzili się przede wszystkim spośród mnichów monasterów na północy ówczesnego Państwa Moskiewskiego, stąd określano ich także jako „starców zawołżańskich”. Przywódcą duchowym grupy niezachłannych był Nił Sorski. Koncepcje niezachłannych szybko znalazły się w gwałtownym konflikcie z poglądami stronnictwa zachłannych (cs. stiażatieli), na czele których stał Józef Wołocki. Grupa ta broniła wielkiej własności ziemskiej Kościoła i głosiła konieczność ścisłej współpracy państwa i Kościoła.
Do konfrontacji obydwu poglądów doszło w czasie Soboru Lokalnego w 1503 roku, gdy Nił Sorski wystąpił z apelem do wszystkich klasztorów, by zrezygnowały z posiadanych dóbr i zaczęły utrzymywać się z jałmużny. Jego wniosek został  jednogłośnie odrzucony przez sobór, który w swojej uchwale określił majątki Cerkwi jako niezbywalne i święte. Według R. Pipesa, inspiratorem wystąpienia mnicha mógł być Iwan III Srogi, który już wcześniej konfiskował na potrzeby państwa włości kościelne. Z poparciem władz świeckich ideologia zachłannych stopniowo stawała się częścią oficjalnego nauczania Rosyjskiego Kościoła Prawosławnego, potwierdzana przez sobory z lat 1524, 1531 i 1554–1555. Część niezachłannych uznano za heretyków, chociaż samego Niła Sorskiego kanonizowano jako świętego mnicha. Chociaż konflikt rozwiązano na korzyść zwolenników posiadania majątków, antagonizm
powrócił ze zdwojoną siłą, gdy Piotr I Wielki rozpoczął sekularyzowanie ziem cerkiewnych, zakończone przez Katarzynę II.
Okoliczności powstania stronnictwa niezachłannych i dalszy przebieg sporu o majątki Cerkwi były różnie interpretowane w historiografii. Część badaczy (w tym historycy radzieccy) uważali niezachłannych za blisko związanych z arystokratyczną opozycją wobec centralizacji władzy państwowej. Nicholas V. Riasanovsky podkreśla, że istotne znaczenie dla ideologii niezachłannych miała tradycja hezychastyczna i mistyczna, stanowiąca jedną z podstaw prawosławnego monastycyzmu. Porównuje również tę grupę z zachodniochrześcijańskim ruchem franciszkańskim.